# HD 149026 b
HD 149026 b (Smertrios) ist ein Exoplanet im Sternbild Hercules. Der Gasplanet gehört zur Klasse der Hot Jupiter, hat jedoch lediglich ungefähr die Größe des Planeten Saturn. Seine Masse beträgt etwa die 100-fache Masse der Erde und er umkreist den ca. 250 Lichtjahre entfernten Stern HD 149026 (Ogma). Seine Distanz zu diesem ist sehr gering, er benötigt für einen Umlauf nur knapp drei Erdentage.

## Oberflächentemperatur
Auf der seiner Sonne zugewandten Seite weist er eine Temperatur von geschätzten 2000 Grad Celsius auf. HD 149026 b ist damit einer der heißesten, bekannten Exoplaneten und sogar heißer als mancher massearmer Stern.
Die Ursache dieser bei Planeten bisher noch nie beobachteten Aufheizung liegt nach Vermutungen der Wissenschaftler, die das Phänomen entdeckten, möglicherweise darin, dass HD 149026 b fast kein Sternenlicht reflektiert, sondern die Lichtenergie auf bisher nicht erklärbare Weise praktisch vollständig in Infrarotstrahlung (Wärmestrahlung) umwandelt und unmittelbar wieder abstrahlt. Auf seiner Oberfläche scheint die Hitze nicht durch Winde verteilt zu werden, die Nachtseite müsste daher wesentlich kälter sein. Aus dieser Hitzeaufnahmefähigkeit wird geschlossen, dass es sich auch um den kleinsten und dichtesten bisher bekannten Planeten mit der dunkelsten bekannten Oberfläche (schwärzer als Kohle) handelt.
Einer anderen Theorie zufolge spielen bisher unbekannte Vorgänge in der Atmosphäre des Planeten eine wichtige Rolle, möglicherweise gibt es einen Zusammenhang mit gasförmigen Titan- oder Vanadiumverbindungen, die in dieser in höheren Konzentrationen vorkommen. HD 149026 b enthält mehr schwere Elemente als unser gesamtes Sonnensystem mit Ausnahme der Sonne selbst. Auch die Existenz einer Wärmequelle im Inneren des Planeten wird in Betracht gezogen.
Die Temperatur wurde anhand von Messdaten des Infrarot-Teleskopsatelliten Spitzer durch ein Team der University of Central Florida in Orlando um den Astronomen Joseph Harrington berechnet. Da die Umlaufbahn des Exoplaneten von der Erde aus gesehen so liegt, dass er regelmäßig hinter seinem Stern verschwindet und auftaucht (siehe Planetentransit), konnte aus den Messunterschieden der Helligkeit die Temperatur annähernd ermittelt werden (siehe Transitmethode). Das Ergebnis wurde in der Maiausgabe 2007 des Wissenschafts-Magazins Nature veröffentlicht.

## Namensherkunft
Zusätzlich zu seiner systematischen Bezeichnung HD 149026 b erhielt der Exoplanet nach einem öffentlich ausgeschriebenen Wettbewerb der Internationalen Astronomischen Union (IAU) am 15. Dezember 2015 den Eigennamen Smertrios nach der keltischen Gottheit Smertrios.